# Sinkiuse-Columbia
Les Sinkiuse-Columbia ou Sinkiuse sont une tribu amérindienne de l'actuel État de Washington aux États-Unis, près du Columbia.